# Ploceus pelzelni
Ploceus pelzelni là một loài chim trong họ Ploceidae.
Rồng rộc mỏ mảnh được tìm thấy ở Angola, Burundi, Cameroon, Cộng hòa Congo, Cộng hòa Dân chủ Congo, Bờ Biển Ngà, Gabon, Ghana, Kenya, Nigeria, Rwanda, Sierra Leone, Nam Sudan, Tanzania, Togo, Uganda và Zambia.